# فاسكو سانتانا
فاسكو سانتانا (بالبرتغالية: Vasco Santana‏) هو كاتب وكاتب سيناريو وممثل برتغالي، ولد في 28 يناير 1898 بلشبونة في البرتغال، وتوفي بنفس المكان في 13 يونيو 1958 بسبب مرض قلبي وعائي.

## وصلات خارجية
- فاسكو سانتانا على موقع IMDb (الإنجليزية)
- فاسكو سانتانا على موقع ألو سيني (الفرنسية)
- فاسكو سانتانا على موقع ميوزك برينز (الإنجليزية)
- فاسكو سانتانا على موقع أول موفي (الإنجليزية)
- فاسكو سانتانا على موقع قاعدة بيانات الفيلم (الإنجليزية)
- فاسكو سانتانا على موقع كينوبويسك (الروسية)